# Messier 69
A Messier 69 (más néven M69, vagy NGC 6637) egy gömbhalmaz a Sagittarius (Nyilas) csillagképben.

## Felfedezése
Az M69 gömbhalmazt Charles Messier francia csillagász fedezte fel, majd 1780. augusztus 31-én katalogizálta.

## Megfigyelési lehetőség
A Messier-katalógus egyik leghalványabb és legkisebb objektuma. Egy binokulárral éppen megfigyelhető.